# Bizunesh Békélé
Pour les articles homonymes, voir Bekele.
Bizunesh Békélé, en amharique : ብዙነሽ በቀለ (quelquefois écrit aussi Bezunesh Bekele), née en 1936 et morte le 25 juin 1990, est une chanteuse éthiopienne populaire dans les années 1960 et 1970.

## Biographie
Bizunesh Békélé grandit à Dire Dawa. Dans son enfance et son adolescence, elle chante dans une chorale d'une église missionnaire, et se passionne pour la musique. Elle vient à Addis-Abeba et rejoint comme choriste, en 1955, l'équipe d’un chanteur, Kibur Zebegna. Ce n'est qu'après avoir été poussée par ses fans à faire un essai pour une radio, en 1957, qu'elle se lance comme soliste.
Grande, avec une chevelure haute, sa présence sur scène et son élégance marquent aussi les esprits. Bizunesh Békélé enregistre des titres  populaires dans les années 1970 . Elle chante en langue amharique. Elle chante parfois avec Mahmoud Ahmed. Ils leur arrivent, à tous les deux, de se produire avec l’Imperial Body Guard Band ou le Dahlak Band.
Elle a été appelée l’« Aretha Franklin d'Éthiopie », et la First Lady of Ethiopian popular music.
Elle meurt le 25 juin 1990 à l'âge de 54 ans,.
Bizunesh Békélé figure dans plusieurs compilations consacrées à l’éthio-jazz, comme l'enregistrement Ethiopian Groove - The Golden Seventies sorti en 1994 chez Buda Musique, et dans la collection Éthiopiques du même label.